# Ibrahim Camejo
Ibrahim Camejo (* 28. Juni 1982) ist ein kubanischer Weitspringer.
Bei den Leichtathletik-Weltmeisterschaften 2005 in Helsinki schied er in der Qualifikation aus.
2008 stellte er am 21. Juni in Bilbao mit 8,46 Metern seinen persönlichen Rekord auf.
Bei den Olympischen Spielen in Peking gewann er mit 8,20 m die Bronzemedaille hinter Irving Saladino aus Panama und Godfrey Khotso Mokoena aus Südafrika.